# Helena Besserman Vianna
Helena Celina Besserman Vianna (Rio de Janeiro, 12 de março de 1932 - Rio de Janeiro, 7 de abril de 2002) foi uma psicanalista, médica e ativista brasileira, notória por sua atuação na luta contra a Ditadura Militar e por sua contribuição à psicanálise. Formou-se pela Faculdade Nacional de Medicina da Universidade Federal do Rio de Janeiro, em 1955, e passou a frequentar a Sociedade Brasileira de Psicanálise do Rio de Janeiro (SBPRJ), em 1960.
Membro do Partido Comunista Brasileiro (PCB) desde os 16 anos, Helena Besserman e seu marido, o médico Luiz Guilherme Vianna, participaram ativamente de movimentos de resistência contra o regime autoritário. Em 1973, denunciou a participação de Amílcar Lobo em atos de tortura de presos políticos realizados na sede do Destacamento de Operações de Informações - Centro de Operações de Defesa Interna (Doi-Codi), no Rio de Janeiro.
O médico militar, Amílcar Lobo, era responsável por examinar os presos durante as sessões de violência para determinar se tinham condições físicas de continuar sendo torturados. Após a denúncia, Helena recebeu ameaças de morte e foi alvo de um atentado em 1974, quando uma bomba plantada em seu carro foi desativada a tempo. O registro profissional de Lobo foi cassado pelo Conselho Federal de Medicina apenas em 1989.
Helena Besserman Vianna foi membro da Sociedade Internacional de História da Psiquiatria e da Psicanálise e participante do Comitê Internacional dos Estados Gerais da Psicanálise. Em 2000, o grupo Tortura Nunca Mais a homenageou com a Medalha Chico Mendes de Resistência, em reconhecimento à sua luta pelos direitos humanos.
Filha de imigrantes judeus-poloneses, Helena teve três filhos em seu casamento com Luiz Vianna: Sérgio Besserman Vianna, economista e ex-presidente do Instituto Brasileiro de Geografia e Estatística (IBGE), Marcos Besserman Vianna, médico pediatra, e Cláudio Besserman Vianna, humorista do grupo Casseta & Planeta, mais conhecido como "Bussunda".